# Spin (canción)
«Spin» es el primer sencillo de la banda de rock alternativo Lifehouse de su álbum de 2002, Stanley Climbfall. Fue escrito por Jason Wade y producida por Ron Aniello. La canción recibió críticas positivas de los críticos de música y alcanzó el puesto # 71 en el Billboard Hot 100 gráfico.

## Lanzamiento
«Spin» fue la primera canción en el álbum de Lifehouse, Stanley Climbfall, que fue lanzado el 17 de agosto de 2002. También fue el primer sencillo del álbum.

## Videoclip
De la canción de la música de vídeo fue dirigido por Dave Meyers y se rodó en Los Ángeles en agosto de 2002. Cuenta con escenas de la vida de varias personas junto con las actuaciones de la banda.

## Posicionamiento
| Listas (2002)                         | Posición |
| ------------------------------------- | -------- |
| U.S. Billboard Hot 100                | 71       |
| U.S. Billboard Adult Top 40           | 13       |
| U.S. Billboard Mainstream Rock Tracks | 34       |
| U.S. Billboard Modern Rock Tracks     | 25       |